# Darius Songaila
Darius Songaila (Kampsukas, 14 febbraio 1978) è un allenatore di pallacanestro ed ex cestista lituano, professionista nella NBA e in Europa.

## Carriera
Songaila, dopo aver giocato nella NCAA, viene scelto nel draft NBA del 2002 come numero 50 dai Boston Celtics. Ritorna in Europa e per un anno è al CSKA Mosca. Nel 2003 ancora negli USA, con i Sacramento Kings. Divenuto free agent, firma un contratto per la stagione 2005-06 con i Chicago Bulls, dove ebbe un importante ruolo sia in attacco che in difesa. Nel luglio 2006 firma un contratto quinquennale con i Wizards per 23 milioni di dollari. Nell'estate 2009 è stato ceduto prima ai Minnesota Timberwolves e poi ai New Orleans Hornets. Il 23 settembre 2010 viene ceduto ai Philadelphia 76ers, insieme al compagno Craig Brackins, in cambio di Willie Green e Jason Smith.
Con la nazionale lituana di pallacanestro vinse la medaglia d'oro all'Eurobasket 2003.
Il 7 giugno 2015 annuncia il ritiro.
Il 26 agosto 2018, dopo una buona pre-season, viene annunciato il suo ingresso nello staff dei San Antonio Spurs, con il compito di curare la formazione dei giocatori.

## Palmarès

### Giocatore
- Campione NIT (2000)
- Campionato russo: 1

CSKA Mosca: 2002-2003
- Campionato lituano: 1

Žalgiris Kaunas: 2014-2015
- Coppa di Lituania: 1

Žalgiris Kaunas: 2015
- Coppa del Presidente: 1

Galatasaray: 2011